# Il salvadanaio di Pallottolino
Il salvadanaio di Pallottolino (La Tirelire de Bout-de-Zan) è un cortometraggio muto del 1913 diretto da Louis Feuillade.

## Produzione
Il film fu prodotto dalla Société des Etablissements L. Gaumont.

## Distribuzione
Distribuito dalla Société des Etablissements L. Gaumont, il film - un cortometraggio di 225 metri - uscì nelle sale cinematografiche francesi nel gennaio 1913.